# Hyspaosines

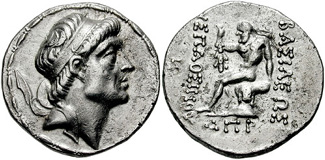
Münze des Hyspaosines

Hyspaosines (auch Aspasine oder Spasines; * 209 v. Chr.; † 11. Juni 124 v. Chr.) war der erste Herrscher der Charakene, einem Vasallenstaat im Partherreich, der rund 300 Jahre lang bestand.
Über die Person von Hyspaosines war lange Zeit neben den Münzfunden nur das Wenige bekannt, was antike Autoren berichteten. Der Herrscher wird jedoch mehrmals in den sogenannten astronomischen Tagebüchern erwähnt, bei denen es sich um keilschriftliche Aufzeichnungen aus Babylon handelt, die genaue Jahresangaben und die wichtigsten Ereignisse eines jeweiligen Jahres beinhalten. Diese Aufzeichnungen sind erst in jüngerer Zeit von der Forschung voll ausgeschöpft worden. Ansonsten ist der Herrscher auch bei Lukian von Samosata und Plinius dem Älteren (Naturgeschichte 6,31) bezeugt.

## Die Zeit vor der Erhebung zum König
Plinius bezeichnet Hyspaosines als Araber und Sohn eines gewissen Sagdodonacos, von dem nichts weiter bekannt ist. Hyspaosines ist die gräzisierte (in eine griechische Sprachform gebrachte) Form des iranischen Namens Vispa-canah, was an allem Gefallen habend bedeutet. Hyspaosines scheint von dem seleukidischen König Antiochos IV. im Jahr 166/165 v. Chr. als Eparch in das Königreich Charakene, damals als die Satrapie des Erythräischen Meeres bezeichnet, eingesetzt worden zu sein (so Juba II., was wiederum Plinius der Ältere als unrichtig zurückweist). Hauptstadt wurde Charax Spasinu, das damals von Alexandria in Antiochia (am Tigris) umbenannt worden ist, da es nach einer Flutkatastrophe von Antiochos IV. neu aufgebaut werden musste.
Aus den folgenden Jahren erfahren wir nichts weiter zu der Person des Hyspaosines. In die Jahre 141 und 139 v. Chr. werden von einigen Forscher Kupfermünzen mit seinem Namen datiert, die wohl in Antiochia am Tigris geprägt wurden; die Datierung ist jedoch nicht gesichert. Sein politischer Status ist von diesen Münzen nicht abzulesen, wahrscheinlich war er weiterhin Eparch. Auf einigen dieser Münzen erscheint gestaffelt ein zweiter, älterer Mann, der sein Vater Sagdodonacos sein könnte, obwohl dies nicht schriftlich belegt ist. Die Prägungen zeigen auf der Rückseiten einen Anker, Athene und Artemis.

## Hyspaosines als König
Aus den Jahren 139–125 v. Chr. sind keine weiteren Münzen für Hyspaosines belegt. In diesem Zeitraum hatte das Seleukidenreich mit großen innenpolitischen Schwierigkeiten zu kämpfen. Schon 162 v. Chr. hatte sich Timarchos, der seleukidische Satrap von Medien, vom Reich losgesagt, erklärte sich zum König und prägte eigene Münzen. Etwas später expandierten die Parther unter Mithridates I. 148/147 v. Chr. eroberte er Medien. 141 v. Chr. wird Seleukia am Tigris besetzt. Das seleukidische Reich befand sich in einer Phase rascher Auflösung, wobei die Parther vermutlich noch nicht die volle Kontrolle über alle neu gewonnenen Provinzen erlangten. So scheint die Elymais sich selbständig erklärt zu haben.
In diesem Zusammenhang hört man wieder im Jahr 138 v. Chr. von Hyspaosines, der einen Feldzug führte und, so die astronomischen Texte aus Baylon, die Charakene aus der elymäischen Herrschaft befreit habe:
„Die Angst vor dem elamischen Feind war stark in dem Lande… dieser [Aspasi]ne vertrieb den elamischen Feind, und er brachte die Städte [und Ka]näle des unteren Meerlandes auf seine Seite und machte sie seinem Befehl [untertan]… die seinen Befehl nicht gehorchten, eroberte er… er nahm Gefangene und raubte Beute…“
Die genauen Umstände dieser Feldzüge sind unklar. Vor allem fragt man sich, ob Hyspaosines für die Seleukiden, die Parther oder für sich selbst kämpfte. Ab November 133 v. Chr. kämpfte er offensichtlich für den Aufbau eines eigenen Reiches. Die babylonischen Texte berichten:
„Das Heer des Aspasine, der Feind aus dem Gebiet von Mesene (?), ein Freund des Feindes aus Elam, kam und überfiel den Hafen der Schiffe am Tigris“
Am 24. Juni 127 v. Chr. wird er zum ersten Mal als „König“ bezeichnet, womit die Charakene wohl auch formell unabhängig war. Kurz vor diesem Zeitpunkt scheint er Babylon erobert zu haben, wobei die Stadt aber nur kurze Zeit in seiner Hand war und bald wieder von den Parthern regiert wurde. Die Eroberung Babylons muss kurz nach 129/128 v. Chr. geschehen sein, da in diesem Jahr ein gewisser Himeros Statthalter der Parther in Babylon war. Dieser galt als besonders grausam, so dass die örtliche Bevölkerung dem Hyspaosines keinen Widerstand entgegensetzte. Hyspaosines hat anscheinend auch kurzzeitig die Hauptstadt der Parther Seleukia am Tigris besetzt. Es gibt Münzen mit seinem Namen, die dort geprägt worden sind. Im Jahr 126 v. Chr. ist Babylon und wohl ganz Babylonien wieder in parthischer Hand, denn in einem Text werden für dieses Jahr Opfer zugunsten des parthischen Herrschers in Babylon verzeichnet.
In der folgenden Zeit gab es aber weiterhin Kämpfe gegen die Parther. In diesen war besonders der Sohn des Hyspaosines, Timarchos verwickelt, der im November 125 v. Chr., erwähnt wird. Einen Monat später wurde er jedoch besiegt und gefesselt seinem Vater vorgeführt.
Von einer griechischen Inschrift auf einer Stele, die sich auf Bahrain fand, kennen wir den Namen der Gemahlin des Hyspaosines. Es war eine gewisse Thalassia. Es kann angenommen werden, dass er auch Bahrein beherrschte. Der Text der Stele lautet:
„Im Namen von König Hyspaosines und Königin Thalassia hat Kephisodoros, Strategos von Tylos (Bahrein) und den Inseln, den Tempel den Dioskuren, den Rettern (gewidmet) in ex-voto.“
Hyspaosines starb nach Aussage der astronomischen Tagebücher am 11. Juni 124 v. Chr. an einer Krankheit. Nach Lukian von Samosata (Macrobii, 15) erreichte er ein Alter von 85 Jahren, wonach sein Geburtsdatum auf ca. 209 v. Chr. berechnet werden kann. Münzen mit seinem Namen wurden noch bis 122/121 v. Chr. geprägt, was lange zu der Vermutung Anlass gab, dass er bis dann gelebt habe. Diese Münzen wurden vielleicht auf Veranlassung von Thalassia, der Witwe des Herrschers, geprägt. Nach Aussage von Keilschrifttexten versuchte sie, ihren noch unmündigen Sohn als Nachfolger zu etablieren. Aus dem Jahr 122/121 v. Chr. stammen schließlich die ersten Münzen des Mithridates II. von Parthien, der Münzen des Hyspaosines überprägte. Die Charakene scheint also in der Zwischenzeit unter parthische Herrschaft gelangt zu sein. Die genaueren Umstände dieser Übernahme bleiben jedoch im Dunkeln.